# Margaretha de Heer

Stilleben med landskap. Akvarell/gouache på pergament. I Nationalmuseums samlingar.

Margaretha de Heer, född 1603, död 1665, var en nederländsk konstnär. Hon är främst känd för sina genremålningar och stilleben av fåglar och insekter. 
Hon är representerad på Nationalmuseum.